# Pelargonium laevigatum
Pelargonium laevigatum är en näveväxtart. Pelargonium laevigatum ingår i släktet pelargoner, och familjen näveväxter.

## Underarter
Arten delas in i följande underarter:
- P. l. diversifolium
- P. l. laevigatum
- P. l. oxyphyllum